# Crystallaria
Crystallaria és un gènere de peixos pertanyent a la família dels pèrcids.

## Taxonomia
- Crystallaria asprella (Jordan, 1878)[2]
- Crystallaria cincotta (Welsh & Wood, 2008)[3][4][5][6][7][8]